# OK (RCサクセションのアルバム)
『OK』（オーケー）は、1983年に発表されたRCサクセションのアルバム。

## 解説
RCサクセション（以下、RCと略す。）の9枚目のアルバム。前作（スタジオ盤）の『BEAT POPS』がサウンド的にプログレッシブあるいはテクノ、オルタナティブとも取れるような前衛的な方向に振れたことからの反動か、ベース、ドラムスによるタイトなリズムを中心としたシンプルで骨太な音作りがなされている。また、同アルバムはRC唯一の海外（ハワイ）録音であるが、録音機材に恵まれたこともあってボーカルの忌野清志郎の声が非常に生音に近い状態で録られている。
完成したアルバムの充実ぶりおよびそのタイトルとは対照的に、忌野の私生活や制作態勢に関し当時相当の悪状況下にあったこともよく知られている。第一に、アルバム制作にあたって忌野は思考が働かず虚脱感がとれない最悪の体調となってしまったことから病院で検査を受けた結果、医者に「一生治らない」と匙を投げられるほどの肝臓疾患を抱えていることが判明してしまったこと。第二に、その数年前から忌野の母親が入院、意識のない状態が続いていたがそんな中でもいつもどおりにライブをこなさなければならない精神的にタフな日々が続いていたこと。第三に、ハワイでのレコーディング期間中に恋人（後の夫人）の父親が亡くなったこと。第四に、そのような悪コンディション・私生活であり曲作りにも一人行き詰っていたにもかかわらず、スタッフからは「なんでもいいから曲をどんどん作れ。早くツアーをしろ」というプレッシャーを受けたことで、作品の内容には見向きもされず「稼げるうちに一円でも稼いでおけ」という事務所の姿勢に疑問を抱き始めたこと、などが挙げられる。
これらの事情が相まってアルバムの内容は、「Drive my Car」「Oh! Baby」「誰かがBedで眠ってる」「ねむれないTonight」「指輪をはめたい」など恋人や家族への愛を歌ったラブソング、「うんざり」「ブルドッグ」「ドカドカうるさいR&Rバンド」などRC利権に群がる人間への批判を込めた曲が中心となっている。

## 収録曲
1. Drive my Car
（作詞・作曲：G2 & 忌野清志郎）
  - タイトルからもわかるようにビートルズの「ドライヴ・マイ・カー」へのオマージュ的作品。なお、忌野は同アルバム自体を「ビートルズで言うと、『ラバー・ソウル』や『フォー・セール』あたり、『リボルバー』まで行かないようにした」とインタビューで語っている。
2. Oh! Baby
（作詞・作曲：忌野清志郎）
  - 先行発売のシングル盤とは別ミックス。
3. お墓
（作詞・作曲：忌野清志郎）
  - RCがフォーク編成だった頃からのライブでのレパートリー曲。当初、アルバム『シングル・マン』に収録予定もタイトルのまずさから発表を見送られた。しかしエレキ化後、仲井戸がこの曲を熱烈に推し続けたこともあって遂に本アルバムにて新たにレゲエアレンジを施して正式リリースとなった。カセットテープ版アルバムは後半がダブ・ミックスになる別ヴァージョン。
4. 誰かがBedで眠ってる
（作詞・作曲：忌野清志郎）
5. ねむれないTonight
（作詞・作曲：RCサクセション）
6. うんざり
（作詞・作曲：忌野清志郎）
7. ブルドッグ
（作詞・作曲：仲井戸麗市 & 忌野清志郎）
  - ストレートな怒りを表現した曲。「ノイローゼダンシング〜CHABOは不眠症〜」（シングル「サマーツアー」のカップリング曲）から2曲続けて仲井戸ボーカル楽曲が「怒り」をテーマにしていたことでGee2woからは「RCでのチャボ（仲井戸）は、いつも怒っている（笑）」と評された。
8. 指輪をはめたい
（作詞・作曲：忌野清志郎）
  - RC不遇時代からステージで演奏されているナンバー。何度かレコーディングを試みたものの、「はめたい」という歌詞に過敏に反応したスタッフが発禁を恐れた挙句お蔵入りになっていたという曰くつきの曲。なお、同曲のコード進行を元にして井上陽水の「帰れない二人」が共作された。
9. ドカドカうるさいR&Rバンド
（作詞・作曲：G忌麗）
  - ホンキートンク調の軽快なR&Rナンバー。「雨あがりの夜空に」と並んでライブでのラストの定番の曲となる。「子供だましのモンキービジネス」というフレーズに象徴される痛烈な取り巻き批判、自己批判が後の事務所独立へと発展していくことになる。

## メンバーおよびスタッフ
- RCサクセション
  - 忌野清志郎 - ボーカル、ギター
  - 小林和生 - ベース、ボーカル
  - 仲井戸麗市 - ギター、ボーカル
  - 新井田耕造 - ドラムス、パーカッション
  - Gee2wo - キーボード、ギター、パーカッション
- ブルーデイホーンズ
  - 梅津和時 - アルトサックス
  - 片山広明 - テナーサックス、ベースサックス
- 小林キンスケ(小林和生の実弟) - エンジニア
- 井上嗣也 - ジャケットデザイン

## 主な文献
- 愛しあってるかい（JICC出版局 1981年）
- GOTTA!忌野清志郎（忌野清志郎伝、角川文庫、1988年）
- 遊びじゃないんだっ!（RCサクセション20周年記念、マガジンハウス、1990年）
- 日々の泡立ち 真説RCサクセション（インタビュー集、ロッキング・オン、1991年）
- 月刊カドカワ・1992年3月号「総力特集 清志郎の遺言」（角川書店、1992年）
- 生卵（忌野清志郎デビュー25周年記念 河出書房新社、1995年）
- ロック画報・2002年10号「特集 RCサクセションに捧ぐ」（ブルース・インターアクションズ、2002年）
- 別冊宝島 音楽誌が書かないJポップ批評 忌野清志郎のブルースを捜して（宝島社、2006年）

ほか